# Livre-force
La livre-force est une unité anglo-saxonne de force (la force dans le Système international d'unités (SI) est mesurée en newtons).
Une livre-force (notée lbf) est égale au poids (le poids étant une force) exercé sur une masse d'une livre soumise à la gravité standard.
Ainsi, la valeur de la livre-force se définit, par rapport au SI, par le produit 0,453 592 37 kg × 9,806 65 m/s2.
Soit : 1 lbf = 4,448 221 615 260 5 N.

## Utilité
Cette définition revêt un intérêt pour les utilisateurs des unités anglo-saxonnes : la force d'une livre-force est strictement équivalente au poids exercé par la force de gravitation terrestre sur une masse d'une livre masse. D'où une facilité d'appréhension mais également, une possible source de confusion entre les deux unités. Elle est aussi utilisée par les utilisateurs des unités métriques dans le domaine du tir à l'arc, où la force nécessaire pour bander l'arc est exprimée en livre-force. 
Dans le système métrique, l'unité du kilogramme-force représentait la même simplification pour obtenir une force équivalente à un poids exercé sur masse très commune, soit environ 9,806 65 N. Aujourd'hui, on la remplace par le décanewton, valeur proche du kilogramme-force mais conforme au système international.